# Олімпіко Монументал
«Олімпіко Монументал» (порт. Estádio Olímpico Monumental) — футбольний стадіон у Бразилії, розташований у Порту-Алегрі. Цей стадіон до 2013 року був домашньою ареною футбольного клубу «Греміо».

## Історія
На початку 1950-х років політика «Греміо» стосовно гравців африканського походження змінилася — їх стали активно залучати в команду і популярність «Греміо» стала зростати. Клуб вирішив побудувати власну арену місткістю 38 000 глядачів. У матчі відкриття проти уругвайського «Насьйоналя» господарі перемогли з рахунком 2:0. Автором першого голу став Вітор.
До 1980 року число охочих потрапити на матчі «Греміо» (особливо на дербі проти «Інтернасьйонала») помітно перевищила місткість арени. «Олімпіко Монументал» був кардинально перебудований і його місткість зросла до 85 000 глядачів, майже підібравшись до показників арени «Інтера» «Бейра-Ріу». Приблизно в той період спортивні результати команди різко пішли вгору і в 1983 році «Греміо» вперше виграв Кубок Лібертадорес, провівши один з матчів фіналу на своїй рідній арені.
Кількість місць скоротилася до 51 000. Рекорд відвідуваності був зафіксований 26 квітня 1981 року, коли на матчі проти «Понте Прети» був присутній 85 721 глядач. «Греміо» поступився з рахунком 0:1.
У 1990 році з міркувань безпеки було ухвалено рішення в черговий раз реконструювати стадіон.
У 2000 році виникла ідея будівництва нового стадіону «Греміо», враховуючи, що «Інтернасьйонал» явно виграв у «гонці стадіонів» (наприклад, «Бейра-Ріу» приймала матчі чемпіонату світу 2014 року, в той час як «Олімпіко Монументал» навіть не фігурував у числі кандидатів). Можлива вартість будівництва «Арени Греміо» оцінюється в 150 млн доларів, а сам початок будівництва було заплановано на 2010—2012 рік.
На даний момент «Олімпіко Монументал» вміщує близько 47 000 глядачів. З 2014 року «Греміо» виступає на своєму новому стадіоні «Арена Греміо»., а «Олімпіко Монументал» закритий, планів по знесенню немає.

## Галерея

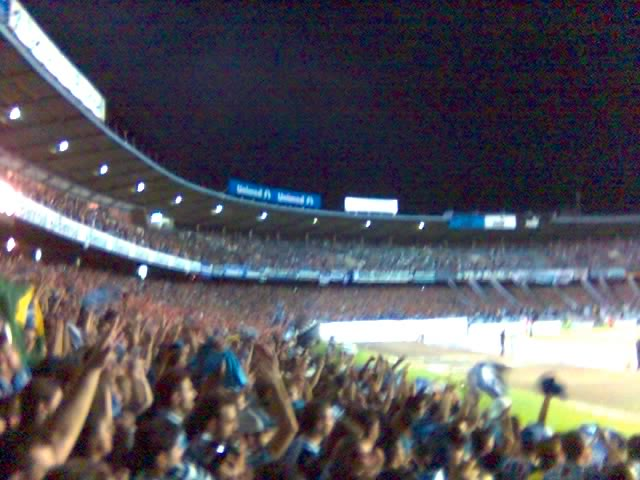
Стадіон у 2007 році
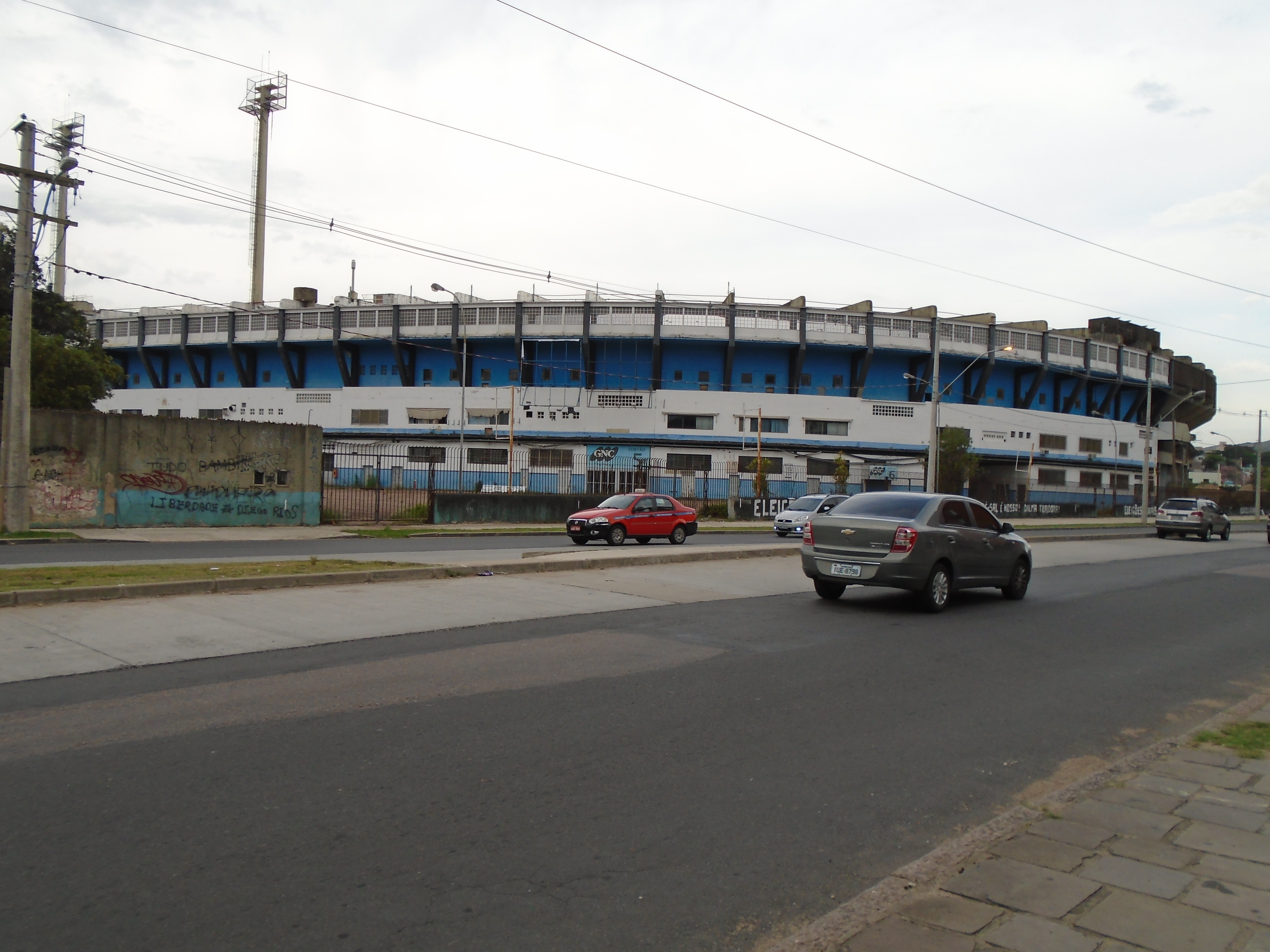
Стадіон у 2016 році
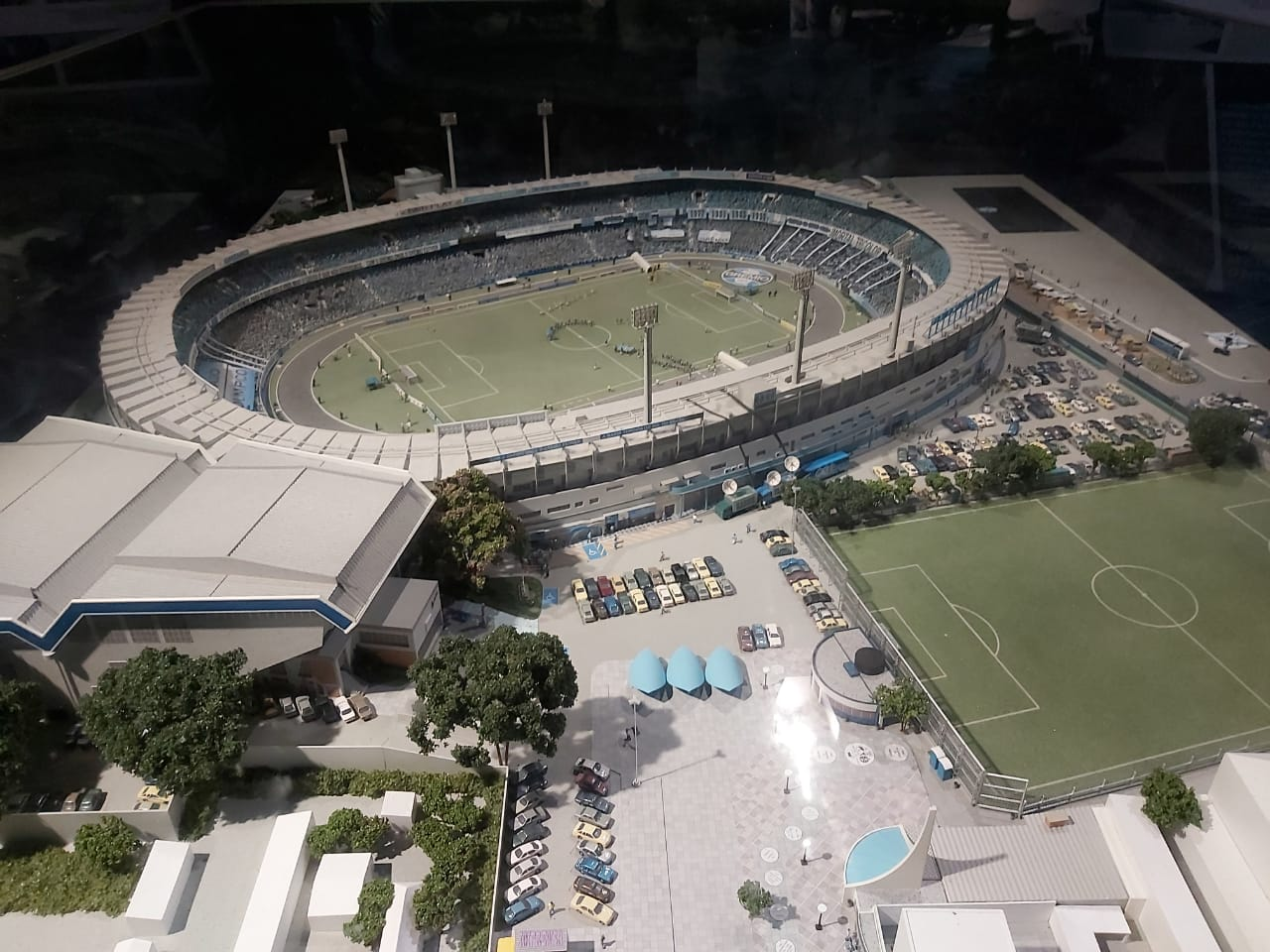
Макет стадіону